# Hypercodia tegulata
Hypercodia tegulata là một loài bướm đêm trong họ Noctuidae.